# Luyères
Luyères é uma comuna francesa na região administrativa de Grande Leste, no departamento de Aube. Estende-se por uma área de 17,37 km². Em 2010 a comuna tinha 467 habitantes (densidade: 26,9 hab./km²).